# Mona May Karff
Mona May Karff, nata Minna Ratner (Bessarabia, 20 ottobre 1908 – New York, 10 gennaio 1998), è stata una scacchista statunitense di origine russa.
Poco dopo la Rivoluzione d'ottobre del 1917, la sua famiglia emigrò in Palestina, stabilendosi in una città oggi nota come Tel Aviv. Suo padre Aviv Ratner, un facoltoso possidente ebraico, le insegnò a giocare a scacchi all'età di 9 anni. 
Nel 1930, all'età di 21 anni, si trasferì a Boston. Ottenne la cittadinanza americana, cambiando nome da Minna a Mona May.   Si sposò con Abraham S. Karff, un avvocato di Boston. Il matrimonio non durò a lungo e lei non si risposò mai. È però ben nota la sua lunga relazione con Edward Lasker. 
Partecipò a tre campionati del mondo femminili: nel 1937 a Stoccolma si classificò sesta (vinse Vera Menchik); nel 1939 a Buenos Aires si classificò quinta (vinse ancora Vera Menchik); nel 1949 a Mosca (vinse Lyudmila Rudenko). 
Nel 1950 diventò una delle prime quattro statunitensi a ricevere dalla FIDE il titolo di
Maestro Internazionale femminile.  
Assieme a Gisela Gresser, Mona May Karff dominò gli scacchi femminili degli USA negli anni '40 e '50. 
Dal 1938 al 1974 vinse sette volte il campionato statunitense femminile. 
Vinse anche quattro volte consecutive la sezione femminile del campionato statunitense open.
Nel 2013 è stata ammessa nella U.S. Chess Hall of Fame di St. Louis nel Missouri.  